# Georg Konrad Büttner
Georg Konrad Büttner (auch Georg Conrad; * 2. November 1648 in Dresden; † 20. April 1693 in Teplitz) war ein deutscher Kirchenlieddichter und Beamter.
Büttner war Sohn des kursächsischen Bergrats Philipp Alexius Büttner. Wo er seine juristische Ausbildung erhielt, ist unbekannt. Nach einer Reise durch Mittel- und Westeuropa wurde er 1672 Auditeur und Sekretär beim kursächsischen Reiterregiment Herzog Moritz. 1676 stieg er zum Geheimsekretär, 1682 zum Hof- und Konsistorialrat in Zeitz auf. Noch 1682 wechselte er in gleicher Position nach Jena. Dort wurde er 1683 Kammerrat, bevor er 1684 als Hof- und Konsistorialrat in Arnstadt Anstellung fand. Er starb während einer Badekur in Teplitz.
Büttner verfasste mehrere Kirchenlieder, die von Adam Drese vertont wurden, darunter Egypten, Egypten, gute Nacht. Er verfasste die Kirchenlieder ohne Namensnennung. Erst sein Sohn Christian Ludwig Büttner, schwarzburgischer Rat und Bibliothekar in Arnstadt, wies auf die Lieder seines Vaters hin.